# Metahomaloptera
Genre
Metahomaloptera est un genre de poissons téléostéens de la famille des Balitoridae et de l'ordre des Cypriniformes. Ce genre comprend des loches de ruisseaux de colline, il est endémique de la Chine.

## Liste des espèces
Selon FishBase (12 juillet 2015):
- Metahomaloptera longicauda Yang, Chen & Yang, 2007
- Metahomaloptera omeiensis Chang, 1944

Selon Kottelat, M. (2012), trois espèces (12 juillet 2015) :
- Metahomaloptera hangshuiensisC. X. Xie, G. R. Yang & L. X. Gong, 1984
- Metahomaloptera longicaudaJian Yang, X. Y. Chen & J. X. Yang, 2007
- Metahomaloptera omeiensisH. W. Chang, 1944